# Tuta (football, 1999)
Lucas Silva Melo dit Tuta, né le 4 juillet 1999 à São Paulo au Brésil, est un footballeur brésilien qui évolue au poste de défenseur central à l'Al-Duhail SC.

## Biographie

### Débuts professionnels
Né à São Paulo au Brésil, Tuta est formé par le São Paulo FC. Il ne joue toutefois aucun match avec l'équipe première.
En janvier 2019, Tuta s'engage en faveur de l'Eintracht Francfort. 
En août 2019, il est prêté au KV Courtrai, en première division belge. Il joue son premier match le 24 novembre 2019, lors d'une rencontre de championnat face au RSC Anderlecht. Son entraîneur Yves Vanderhaeghe le titularise et les deux équipes se neutralisent (0-0). À partir de ce match, Tuta ne quitte plus le onze de départ. Il marque son premier et unique but pour Courtrai le 29 février 2020, lors d'une rencontre de championnat face au SV Zulte Waregem. Buteur de la tête dans le temps additionnel, il permet à son équipe de repartir avec le point du match nul (2-2).

### Eintracht Francfort
Il intègre l'équipe première de l'Eintracht Francfort avant la saison 2020-2021. Il joue son premier match pour le club allemand le 3 octobre 2020, à l'occasion d'une rencontre de Bundesliga face au TSG 1899 Hoffenheim. Il entre en jeu lors de cette rencontre remportée par son équipe sur le score de deux buts à un.
Tuta inscrit son premier but pour Francfort le 30 octobre 2021, lors d'une rencontre de Bundesliga face au RB Leipzig. Titulaire, il marque le but égalisateur de son équipe en toute fin de match (1-1 score final).
Le 17 mai 2022, Tuta prolonge son contrat avec l'Eintracht Francfort jusqu'en juin 2026. Il est titularisé le 18 mai 2022, lors de la finale de Ligue Europa 2021-2022 face au Glasgow Rangers. Son équipe s'impose après une séance de tirs au but, le défenseur brésilien remporte alors le premier trophée de sa carrière,.
Tuta joue son premier match de Ligue des champions le 7 septembre 2022, face au Sporting CP. Il est titularisé et son équipe s'incline par trois buts à zéro.

## Statistiques
| Saison                | Club                  | Championnat           | Championnat | Championnat | Coupe(s) nationale(s) | Coupe(s) nationale(s) | Compétition(s) continentale(s) | Compétition(s) continentale(s) | Compétition(s) continentale(s) | Supercoupe UEFA | Supercoupe UEFA | Total | Total |
| Saison                | Club                  | Division              | M.          | B.          | M.                    | B.                    | Comp.                          | M.                             | B.                             | M.              | B.              | M.    | B.    |
| 2019-2020             | KV Courtrai           | Division 1A           | 14          | 1           | 4                     | 0                     | -                              | -                              | -                              | -               | -               | 18    | 1     |
| Sous-total            | Sous-total            | Sous-total            | 14          | 1           | 4                     | 0                     | -                              | 0                              | 0                              | 0               | 0               | 18    | 1     |
| 2020-2021             | Eintracht Francfort   | Bundesliga            | 19          | 0           | 1                     | 0                     | -                              | -                              | -                              | -               | -               | 20    | 0     |
| 2021-2022             | Eintracht Francfort   | Bundesliga            | 26          | 4           | 1                     | 0                     | C3                             | 11                             | 0                              | -               | -               | 38    | 4     |
| 2022-2023             | Eintracht Francfort   | Bundesliga            | 31          | 2           | 5                     | 0                     | C1                             | 7                              | 0                              | 1               | 0               | 44    | 2     |
| 2023-2024             | Eintracht Francfort   | Bundesliga            | 30          | 1           | 3                     | 0                     | C4                             | 8                              | 1                              | -               | -               | 41    | 2     |
| Sous-total            | Sous-total            | Sous-total            | 106         | 7           | 10                    | 0                     | -                              | 26                             | 1                              | 1               | 0               | 143   | 8     |
| Total sur la carrière | Total sur la carrière | Total sur la carrière | 120         | 8           | 14                    | 0                     | -                              | 26                             | 1                              | 1               | 0               | 161   | 9     |

## Palmarès
Eintracht Francfort
- Ligue Europa (1) :
  - Vainqueur : 2022.
- Coupe d'Allemagne :
  - Finaliste : 2023.